# 김진현 (아나운서)
김진현(1990년 ~ )은 KBS 48기 아나운서다.

## 학력
- 수원외국어고등학교

## 경력
- 2016년 ~ 2018년 : G1방송 공채 아나운서
- 2018년 ~ 2021년 : TBS 아나운서
- 2021년 ~ 2023년 2월 : KBS 48기 공채 아나운서 - KBS 전주 근무
- 2023년 2월 ~ 현재 : KBS 48기 공채 아나운서 - KBS 복귀

## 진행

### 현재

#### TV
- 2025년 3월 15일 ~ 현재 : KBS 뉴스광장 토요일 진행
- 2025년 8월 11일 ~ 현재 : KBS1 KBS 뉴스광장 잇슈 컬쳐, 스포츠 브리핑 코너

### 과거

#### TV
- KBS 뉴스 7 전북
- Today 전북
- 생생 3도
- 2023년 : KBS1 아침마당 9477회 (9월 13일) 도전 꿈의 무대 스포츠캐스터 노래자랑 특집 우승
- 2023년 : 아침마당 행복한 금요일 쌍쌍파티 - 임지웅 아나운서와 동반 출연
- 2023년 3월 6일 ~ 2024년 11월 29일 : KBS1 KBS 뉴스광장 잇슈 연예, 잇슈 컬쳐 코너
- 2023년 11월 17일 : KBS2 지구촌 뉴스 금요일 임시 진행
- 2023년 11월 22일 : KBS2 KBS 3시 뉴스타임 수요일 임시 진행
- 2023년 12월 14일 ~ 2024년 12월 26일 : KBS2 누가누가 잘하나 MC - 캠벨 에이시아와 공동 진행
- 6시 내고향 월요일 코너 슬기로운 두반장 임시 패널 (자두 전 가수 출신과 함께 같이 임시 패널로 출연, 7911회& 7916회) / 힘내라 전통시장 7885회 <전국우수시장박람회 특집> - 관악신사시장[1]
- 2023년 12월 29일 : KBS1 KBS 930 뉴스 금요일 임시 진행
- 2024년 1월 2일 (신년특집), 3월 4일, 2025년 7월 15일, 7월 22일 ~ 7월 25일, 7월 28일 ~ 7월 30일, 8월 1일, 8월 18일 : KBS2 KBS 아침뉴스타임 임시 진행
- 2024년 9월 2일 ~ 9월 6일, 10월 4일, 12월 5일 : KBS1 KBS 뉴스 5 임시 진행
- 2025년 1월 13일 : 아침마당 흥 많고 끼 많은 KBS 신입 아나운서를 소개합니다
- 2025년 2월 8일 : KBS1 KBS 뉴스 (주말) 토요일 임시 진행
- 2025년 3월 10일 ~ 2025년 3월 14일 : KBS1 KBS 뉴스광장 잇슈 컬쳐 코너 임시 진행
- 2025년 3월 31일 ~ 2025년 4월 4일 : KBS1 KBS 뉴스광장 평일 임시 진행
- 2025년 5월 2일 : KBS1 추적 60분 임시 진행
- 2025년 5월 15일 ~ 2025년 5월 16일 : KBS2 2TV 생생정보 임시 진행
- 2025년 6월 25일 ~ 2025년 7월 1일 : KBS2 무엇이든 물어보세요 임시 진행

#### 라디오
- TBS FM 일요클래식
- KBS 제1라디오 정시 뉴스
- KBS 클래식FM 생생 클래식

## 같이 보기
1. ↑  7885회 방송분은 이상호 아나운서의 임시진행과 패널 안소미 2달 전 패널이 되기 전 임시 패널로 출연함